# Across America
Across America är ett livealbum med Art Garfunkel utgivet 1997. Albumet spelades in 12 april – 13 april i The Registry Hall på Ellis Island i New York och det är producerat av Art Garfunkel och Stuart Breed. (Det var på denna ö som immigranterna först anlände till i New York förr i tiden.)
Albumets titel anspelar på den fotvandring Art Garfunkel företog sig tvärs över hela den amerikanska kontinenten. Detta projekt som började i maj 1984 tog hela 12 år att genomföra och utfördes 40 etapper om en eller två veckor var. Vid nästa tillfälle reste han till samma plats där han avbrutit den förra etappen och fortsatte gå därifrån. Han började sin vandring i New York och avslutade den vid floden Columbias mynning på den amerikanska västkusten. Rutten dit började sydväst från New York genom Pennsylvania, Maryland, West Virginia, Ohio, Kentucky, Indiana och Illinois.
Konserterna finns också utgivna på vhs och dvd med något förändrat låtordning och låtval. Där finns låten Cecilia med, men å andra sidan saknas I Only Have Eyes For You (den sistnämnda saknas även på den amerikanska cd-utgåvan).
Duetten med James Taylor, Crying In The Rain, är inspelad utomhus tidigare på dagen på Ellis Island.

## Låtlista
1. A Heart In New York (Benny Gallagher/Graham Lyle)
2. Crying In The Rain Carole King/Howard Greenfield) (duett med James Taylor)
3. Scarborough Fair (folkvisa arrangerad av Paul Simon & Art Garfunkel)
4. A Poem On The Underground Wall (Paul Simon)
5. I Only Have Eyes For You (Al Dubin/Harry Warren)
6. Homeward Bound (Paul Simon)
7. All I Know (Jimmy Webb)
8. Bright Eyes (Mike Batt)
9. El Condor Pasa (If I Could) (Paul Simon/Jorge Milchberg/Daniel A. Robles)
10. Bridge Over Troubled Water (Paul Simon)
11. Mrs. Robinson (Paul Simon)
12. The 59:th Street Bridge Song (Feelin’ Groovy) (Paul Simon)
13. I Will (John Lennon/Paul McCartney)
14. April Come She Will (Paul Simon)
15. The Sound Of Silence (Paul Simon)
16. Grateful (John Bucchino)
17. Goodnight, My Love (George Motolo/John S. Marascalco)